# Stars Association for Sports
Le Stars Association for Sports, couramment abrégé en SAS, était un club féminin de football libanais basé à Aley.

## Histoire
Le club est fondé en 2014 par deux anciennes joueuses internationales libanaises, Saria Sayegh et Reem Chalhoub. Dès la saison 2014-2015, la SAS remporte le championnat et la coupe du Liban. En 2016, le club, nommé auparavant Stars Academy for Sports, se renomme Stars Association for Sports.
Lors de la première édition du championnat des clubs de la WAFF en 2019, la SAS représente le Liban et termine à la deuxième place, derrière les Jordaniennes du Shabab al-Ordon.
En 2023, le club remporte un septième titre en championnat, égalant le record d'Al-Sadaka.

## Palmarès
Championnat du Liban (7) :
- Champion en 2015, 2016, 2017, 2019, 2020, 2022, 2023[4]

Coupe du Liban (3):
- Vainqueur en 2014, 2015, 2019

Supercoupe du Liban (1) :
- Vainqueur en 2017[6]